# 미하라정 (오사카부)
미하라정(일본어: 美原町)은 일본 오사카부 미나미카와치군에 설치되었던 정이다.
2005년 2월 1일 이웃한 사카이시에 편입 합병된 후 2006년 3월 31일까지 오사카부 사카이시에 존재했던 지역 중 하나이다(2006년 4월 1일 사카이 시의 정령 지정 도시 이행하여 미하라구가 되었다.)
오사카부하에서는 1972년에 구 난카이정과 구 히가시톳토리정이 합병해 한난정(후의 한난시)이 된 이래 33년만의 시정촌의 합병이었다. 또, 이른바 「헤이세이의 대합병」으로 오사카부에서 행해진 유일한 시정촌 합병이기도 했다.

## 역사
- 1956년 9월 30일 - 히라오촌 구로야마촌 단난촌이 합병해 성립하였다.
- 1957년 4월 1일 - 미나미오사카정 (현:하비키노시) 일부를 편입하였다.
- 1958년 7월 1일 - 미나미야시모촌 일부를 편입하였다.
- 1960년 3월 10일 - 정장이 제정되었다.
- 2003년 1월 6일 - 사카이시에 편입하기 위해 합병 협의회가 설치되었다.
- 2005년 2월 1일 - 사카이시에 편입되었다.

## 지리
미하라 정역은 남부의 구릉 지역을 제외하고 오사카 평야(가와치 평야)에 포함되는 평탄한 지형을 이루고 있다.

## 경제
목재통에 오사카 목재 공장 단지가 있어 목재에 관련된 기업 및 공장이 집적되어 있다.관련 기업은 오사카 목재 공장 단지 협동조합에 이름을 올리고 있지만, 목재를 취급하지 않는 오이시스나 모리 공업등도 이 지구에 공장이 있다.

## 교통

### 철도
- 난카이 전기 철도
  - 고야 선

### 도로
- 고속도로 - 한신 고속도로 :미하라키타 인터체인지, 미하라미나미 인터체인지
- 국도 국도 제309호선 (일본)(일본어판)